# Дисконт
Дисконт (англ. discount) — экономический термин, в буквальном переводе с английского означает скидка, вычет, разница. В зависимости от контекста может принимать различные значения.

## Дисконт на товарном рынке
Скидка с объявленной прейскурантной цены товара или услуги, предоставляемая продавцом потребителю во время распродажи. Скидка может быть предложена при незамедлительной оплате наличными (наличная скидка) либо при оптовой закупке (торговая скидка). Торговые скидки предоставляются для того, чтобы позволить продавцу увеличить объём продаж и, следовательно, достичь экономии от масштаба, или используются, как уловка, чтобы заручиться «верностью» клиента, или предоставляются по требованию крупного и влиятельного покупателя.

## Дисконт как учёт векселей
Учёт векселей, также называемый дисконтом, — это покупка переводных векселей, казначейских векселей или облигаций по цене ниже номинальной. Векселя и облигации погашаются в определённый момент в будущем по своей номинальной стоимости. Покупатель, который приобретает вексель или облигацию в момент выпуска, платит за них меньше номинальной, или лицевой, стоимости (с дисконтом). Разница (дисконт) между ценой, по которой он покупает вексель или облигацию, и их номинальной стоимостью представляет собой процент по займу, предоставленному под обеспечение векселем или облигацией. Если владелец векселя или облигации захочет затем продать их до истечения срока их действия (редисконтировать, переучесть их), он сможет получить за них сумму, меньшую, чем номинальная стоимость, хотя и бо́льшую, чем та, что была за них заплачена. Разница между исходной ценой, заплаченной им, и полученной суммой зависит главным образом от того, сколько времени осталось до истечения срока действия данной ценной бумаги. Например, если облигация с номинальной стоимостью 1000 и сроком действия один год была приобретена за 900, то дисконт по стоимости погашения соответствует процентной ставке: {\displaystyle {\frac {1000-900}{900}}=11,1\%} по займу.

## Дисконт на валютном рынке
Дисконтом на валютном рынке называют скидку (вычет) с курса валюты по наличным, кассовым операциям, если предполагается, что её курс будет понижаться между датами заключения и исполнения сделки. Здесь противоположным понятием является премия — когда при сделке на срок валюта котируется дороже, чем по наличным сделкам.

## Дисконт на фондовом рынке
На фондовом рынке под дисконтом понимают скидку в процентах с номинальной стоимости ценной бумаги. Например, если облигацию с номиналом 1000 $ продают за 900 $, дисконт составляет 10 %. Дисконтом также называют разницу между ценой ценной бумаги при её реализации и при погашении.

## Дисконт в денежном обращении
В денежном обращении дисконтом называют обесценивание одних видов денег по отношению к другим, параллельно обращающимся (например, бумажных денег по отношению к золотым монетам).

## Дисконт в теории игр
В теории игр — текущая стоимость денежной единицы будущего периода, умноженная на вероятность повторения игры для игр с неизвестным числом повторений.

## Залоговый дисконт
Разница между реальной рыночной стоимостью залогового имущества и его залоговой стоимостью, используемой для определения суммы выдаваемого банком кредита.